# 黄方刚
黄方刚（1901年—1944年），江蘇省川沙縣人，東北大學、北京大學、四川大學等校任教授，東北大學文理學院院長，“民建”創始人黃炎培之長子。
1915年至1923年在清華學堂學習，與梁思成，浦薛鳳等是同學。1924年至1927年在美國卡爾登大學獲文科學士學位。1927年至1928年在哈佛大學獲哲學博士學位。歸國後，先後在馬君武創辦的廣西大學任英文教師，後赴東北大學（當時張學良任校長）任文學院院長。“九·一八”事變之後，先後在北京大學、四川大學、金陵大學等任教。1938年，東北大學（當時在四川三台）改文學院為文理學院，繼任文理學院院長。1939年，應聘到武漢大學（當時在四川樂山）哲學系任教。1944年1月17日因染上肺病在樂山去世，年僅44歲。其歿後，顧毓琇寫有一首《悼黃方剛》：“彭殤修短倘前知，柱下精研枉作師；豈信著書能卻病，猶憐好學每忘飢。 家貧兒讓山中果，世亂妻吟海外詩；嗚咽長江懷故友，清明時節雨如絲。”
黃方剛去世時正值抗戰，由其一李姓學生安葬在自家田地（今四川省樂山市九峯鄉鞍山村山窩），黃炎培先生為黃方剛題寫的墓誌“方剛，一生清正，抱道有得，言行一致，誠愛待人，取物不苟，著書講學，到死方休。雖其年不永，亦可以無愧於人，無愧於天地。”